# Isabel de Beaumont

Wappen der Familie Brienne

Isabel de Beaumont – eigentlich Isabel de Brienne de Beaumont – (* um 1320; † nach 24. März 1356) war eine englische Adelige aus der ursprünglich aus Frankreich stammenden Adelsfamilie der Grafen von Brienne, aus der ihr Urgroßvater Johann von Brienne als Kreuzfahrer zum König von Jerusalem und später zum Kaiser des Lateinischen Kaiserreiches aufstieg, ihr Großvater in Frankreich die Vizegrafschaft Beaumont-au-Maine erheiratete, wodurch Beaumont zum Familiennamen wurde – und ihr Vater, Henry de Beaumont, 1. Baron Beaumont in England als Feldherr und Staatsmann Karriere machte zum Baron Beaumont und durch seine Ehe iure uxoris – zum 4. Earl of Buchan wurde.
Isabel heiratete 1334 in das in England regierenden Haus Plantagenet ein und wurde durch ihre Ehe mit Henry of Grosmont, 1. Duke of Lancaster zur ersten Herzogin von Lancaster und stieg damit zu den ersten Damen am englischen Königshof unter König Eduard III. von England (1327–1377) auf.
Bemerkenswert ist das Netzwerk ihrer Verwandtschaft und ihrer Schwägerschaft, durch das sie über ihre Vorfahren mit Königen von Jerusalem und Kaisern des Lateinischen Kaiserreiches und über ihre Nachkommen mit zahlreichen europäischen Dynastien verbunden ist, wie etwa mit Königen von England, Königen von Portugal, dem Haus Österreich ab Kaiser Maximilian I. († 1519), und den Wittelsbachern, wodurch von ihr bis heute zahlreiche Nachkommen leben.

## Herkunft

### Brienne-le-Château
Isabel de Beaumont stammte aus einer der ältesten französischen Adelsfamilien, aus dem Haus der Grafen von Brienne, die bereits im 10. Jahrhundert mit Engelbert I. de Brienne Graf von Brienne († nach 968) urkundlich aufscheint und deren Stammsitz, in Brienne-le-Château im heutigen Département Aube in der westlichen Champagne gelegen war.

### Königreich Jerusalem

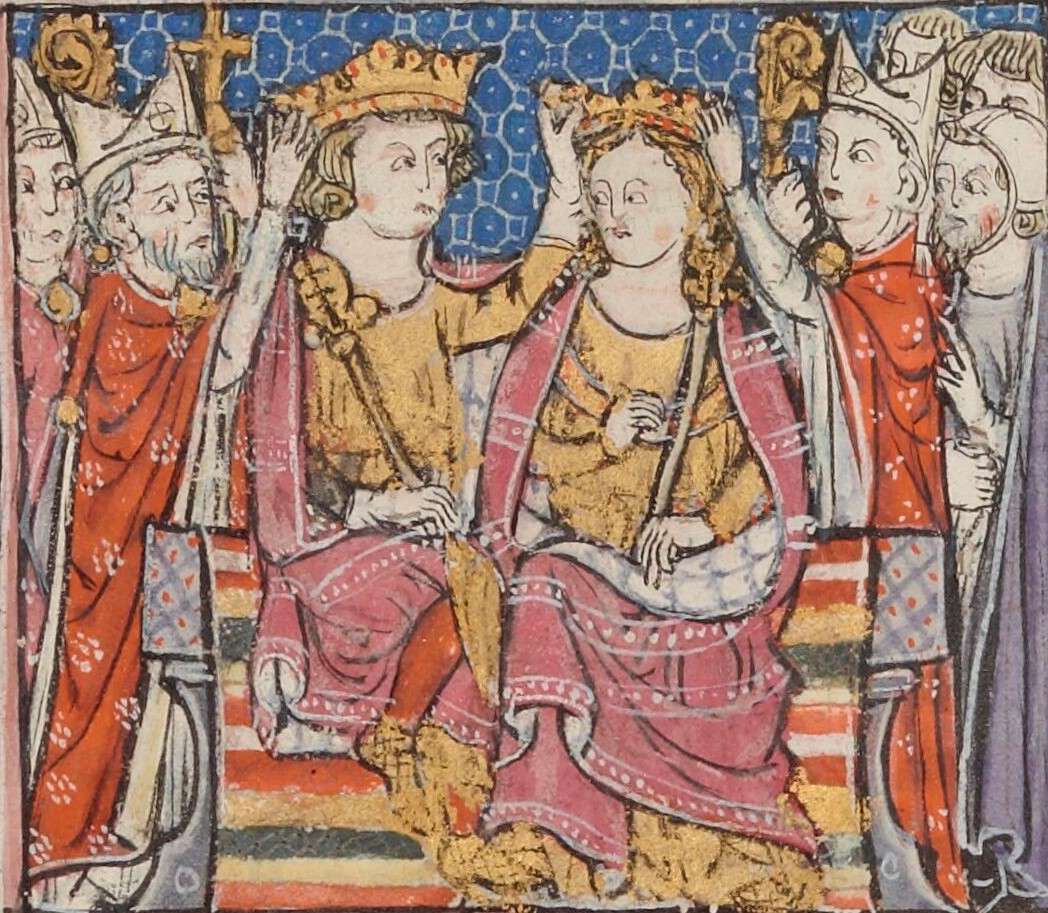
Krönung Johanns von Brienne und Marias von Montferrat zum König und zur Königin von Jerusalem (Miniatur aus dem 13. Jahrhundert)

Isabels Familie hatte seit Generationen einen Bezug zum Königreich Jerusalem, denn von ihren direkten Vorfahren nahm Erard I. Graf von Brienne († vor 1125) schon 1097 am Ersten Kreuzzug und 1099 an der Eroberung von Jerusalem teil. Dessen Sohn, Gautier II. de Brienne († um 1161), begleitete 1147 König Ludwig VII. von Frankreich im Zweiten Kreuzzug, und dessen Sohn wiederum, Erard II. Graf von Brienne, nahm 1189 am Dritten Kreuzzug teil, wo sein Bruder André de Brienne, Herr von Ramerupt – bei der Belagerung von Akkon am 4. Oktober 1190 fiel, nachdem er in das Zelt von Saladin – seit 1171 Sultan von Ägypten und seit 1174 Sultan von Syrien – aus dem Haus der Ayyubiden, eingedrungen war. Bald darauf – am 8. Februar 1191 – fiel auch Erard II. von Brienne im Kampf.
Von den Söhnen von Erard II. folgte der älteste, Gautier III. de Brienne († 1205), 1191 auf seinen Vater als Graf von Brienne, heiratete Elvira von Hauteville, Prinzessin von Sizilien, eine Tochter von Tankred von Lecce König von Sizilien (1190–1194) aus dem Haus Hauteville, wurde dadurch Fürst von Tarent und erhob – vergeblich – gegen Kaiser Friedrich II. Anspruch auf das Königreich Sizilien, fiel jedoch im Kampf.
Isabel de Beaumont stammt von Johann von Brienne (* um 1169/74; † 23. März 1237 in Konstantinopel), einem jüngeren Bruder von Erard II. ab. Er war ihr Urgroßvater und wohl  ihr bedeutendster Vorfahre. Er nahm 1204 am Vierten Kreuzzug teil und heiratete in erster Ehe Maria von Montferrat (* um 1192; † Frühjahr 1212), Königin von Jerusalem von 1205 bis 1212, eine Tochter des Konrad von Montferrat und der Isabella I. Königin von Jerusalem (1192–1205). Deren Mutter Isabella I. war eine Tochter von König Amalrich I. und Maria Komnena, die eine Großnichte des byzantinischen Kaisers Manuel I. war.
Durch diese Ehe wurde Johann von Brienne – iure uxoris – von 1210 bis 1212 König von Jerusalem. Anschließend regierte er das Königreich von 1212 bis 1225 im Namen seiner minderjährigen Tochter aus dieser Ehe, Isabella II. von Brienne Königin von Jerusalem (1212–1228). Aus dieser Funktion verdrängte ihn jedoch sein Schwiegersohn, Kaiser Friedrich II. aus dem Adelsgeschlecht der Staufer, der den Titel König von Jerusalem übernahm.
Durch seine Tochter Isabella wurde Johann von Brienne 1225 zum Großvater von Konrad IV., der ab 1237 König des Heiligen Römischen Reiches, ab 1250 König von Sizilien und von 1228 bis 1254 König von Jerusalem war, auf den dessen Sohn Konradin (* 1252; † 1268) – ein Cousin der Isabel de Beaumont – von 1254 bis 1268 als König von Jerusalem folgte.

### Kaiserreich Konstantinopel
Noch eine Stufe höher stieg Johann von Brienne, da er als Regent für den minderjährigen Balduin II. aus dem Haus Frankreich-Courtenay, der von 1228 bis 1261 Kaiser des Lateinischen Kaiserreiches von Konstantinopel war, zum Kaiser gewählt wurde und als solcher neben diesem von 1229 bis 1237 regierte.
Johanns Tochter Maria von Brienne (* 1225; † 1275) – eine Großtante der Isabel de Beaumont – heiratete 1234 Kaiser Balduin II. und war von 1234 bis 1261 die letzte lateinische Kaiserin von Konstantinopel. Sie starb im Exil in Frankreich.

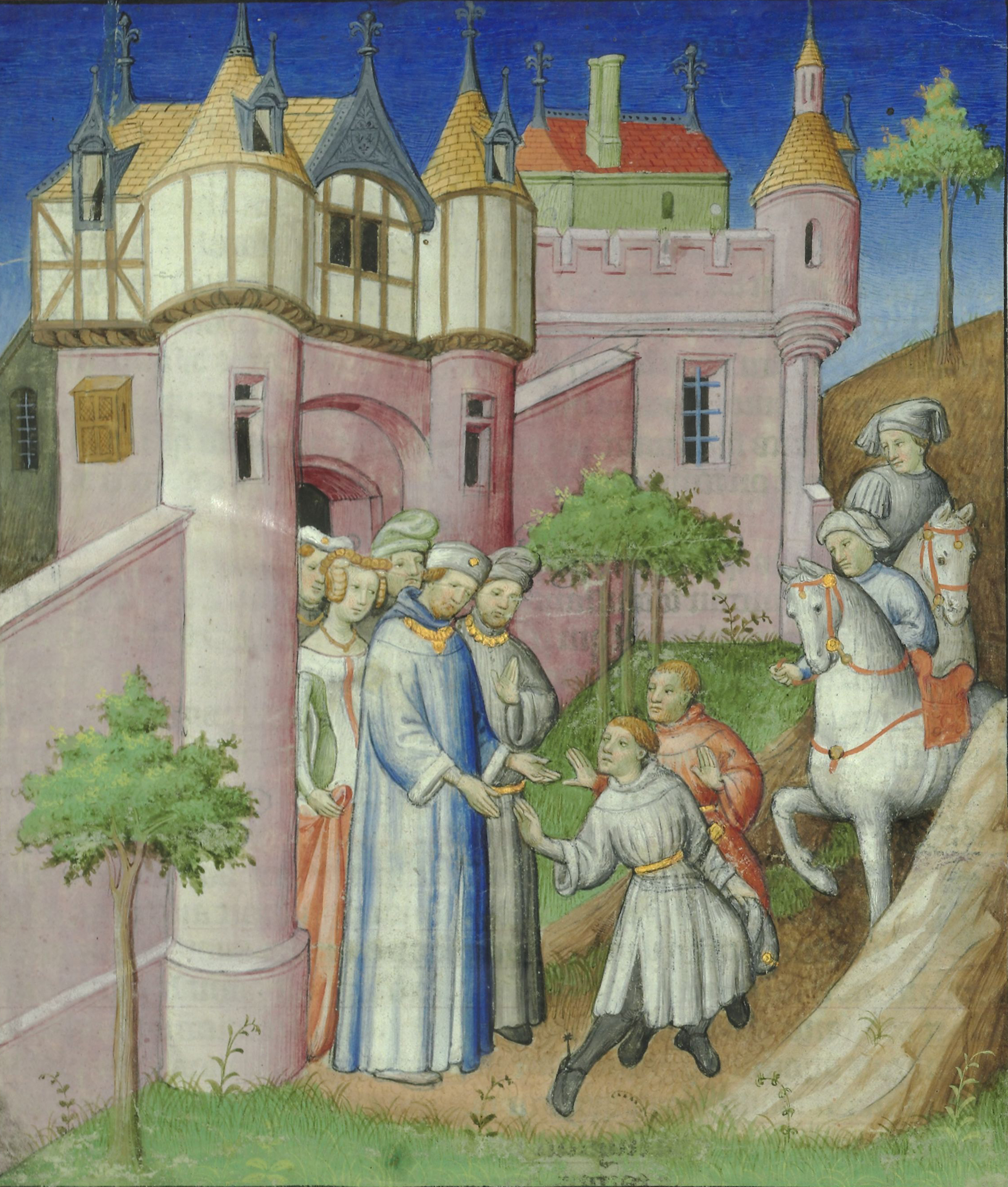
Kaiser Balduin II. verabschiedet die Brüder Polo zu ihrer Reise nach China zu Kubilai Khan

Der Sohn der Maria von Brienne – Isabels Cousin – Philipp von Courtenay (* 1240/41; † 1283); Kronprinz des lateinischen Kaiserreiches – lebte nach der Einnahme von Konstantinopel durch die Truppen von Michael VIII. Palaiologos Kaiser von Byzanz in Nizäa im Jahre 1261 im Exil in Neapel, nahm jedoch nach dem Tod seines Vaters 1274 den Kaisertitel an, herrschte über die lateinisch gebliebenen Kreuzfahrerstaaten in Griechenland und begründete die Linie der „Titularkaiser“ von Konstantinopel, wobei der Titel 1301 durch die Ehe seiner Tochter Catherine de Courtenay (* um 1275–1307/1308) auf Karl I. Graf von Valois († 1325) überging.
Johann von Brienne heiratete in dritter Ehe Berengaria von León († 12. April 1237), einer Tochter von Alfons IX. König von Leon und Galicien (1180–1230) und der Berenguela von Kastilien, die 1231 in der Hagia Sophia zur Kaiserin des Lateinischen Kaiserreiches gekrönt wurde.

### Frankreich

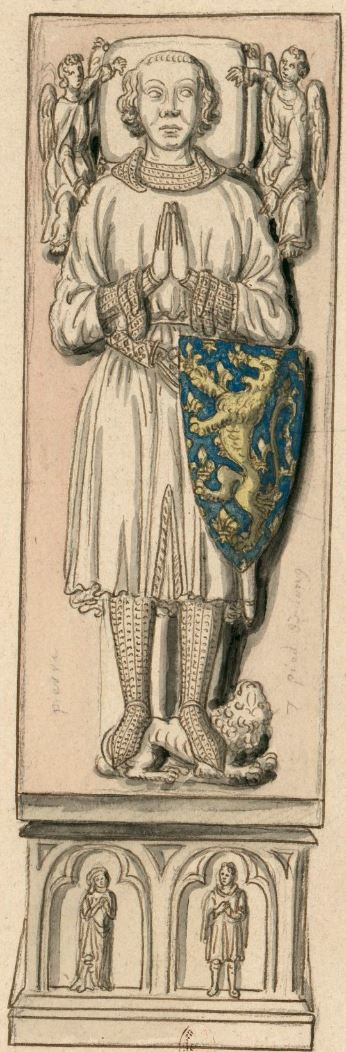
Louis de Brienne, Isabels Großvater

Isabels Großvater Ludwig von Brienne, genannt „von Akkon“ (* um 1230, † 1297), stammte aus der dritten Ehe des Johann von Brienne und wurde somit als kaiserlicher Prinz von Konstantinopel geboren. Er wuchs jedoch nach dem Tod seines Vaters mit seinen Brüdern in Frankreich, am Hof von Ludwig IX. dem Heiligen König von Frankreich (1226–1270) auf, da die Mutter des Königs, Blanka von Kastilien († 1252), eine Schwester seiner Großmutter Berengaria von León und damit seine Großtante war.

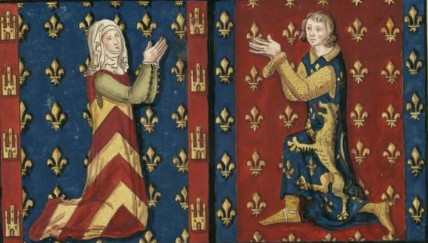
Ludwig von Brienne und seine Gemahlin Agnes de Beaumont, Großeltern von Isabel de Beaumont

Ludwig von Brienne heiratete am 12. Februar 1253 Agnes de Beaumont (* um 1225; † 9. Mai 1301), die als Erbin ihres Bruders Richard II. de Beaumont († 1242) und Tochter von Raoul VIII. de Beaumont († 1238/39) Vizegräfin von Beaumont-au-Maine (heute Beaumont-sur-Sarthe im Département Sarthe in der Region Pays de la Loire) und Herrin von La Flèche, Fresnay-sur-Sarthe, Sainte Suzanne, von Le Lude und von Château-Gontier war, wodurch Ludwig von Brienne 1253 zum Vizegrafen von Beaumont und Herrn der dazugehörigen Besitzungen wurde. Zugleich wurde er dadurch zum Lehensmann von Karl I. von Anjou König von Sizilien (1266–1285), einem jüngeren Bruder von König Ludwig IX. dem Heiligen von Frankreich.

### England

Wappen von Henry de Brienne -Beaumont, Vater von Isabel de Beaumont

Isabels Vater, Henry de Beaumont, 1. Baron Beaumont (* vor 1280, † 1340), – der jüngste Sohn des Ludwig von Brienne – war als jüngerer Sohn ohne Herrschaft und Titel, versuchte daher sein Glück in England, wo er als Offizier und Diplomat unter König Eduard I. und insbesondere unter Eduard II., König von England (1307–1327) Karriere machte. Er spielte eine wichtige Rolle im Zuge der Schottischen Unabhängigkeitskriege, wurde daher 1309 zum englischen Baron Beaumont und 1322 zum „Constable of England“ d. h. zum Connetabtle oder Oberkommandierenden ernannt und heiratete kurz vor dem 14. Juli 1310 Isabels Mutter, Alice Comyn, Countess of Buchan († 1349), eine Tochter des schottischen Adeligen Alexander Comyn, Sheriff von Aberdeen, sowie Nichte und Erbin von John Comyn, 7. Earl of Buchan († 1308) war. Dadurch wurde Isabels Vater – iure uxoris – zum 4. Earl of Buchan.
Isabels Onkel, Alfons von Brienne († 1270), wurde durch seine Ehe mit Marie von Lusignan-Issoudun, Gräfin von Eu, einer Tochter des Grafen Rudolf II. von Eu zum Stammvater der Grafen von Euaus dem Haus Brienne in Frankreich.

## Leben

### Jugend
Isabel wuchs mit ihren Geschwistern, John, Elizabeth, Catherine, Agnes und Joan Beaumont auf.
- John Beaumont († Mai 1342), Isabels einziger Bruder folgte 1340 auf seinen Vater als 2. Baron Beaumont und wurde durch seine Ehe (vor Juni 1337) mit Eleanor of Lancaster, † 1372, (Tochter von Henry of Lancaster, 3. Earl of Lancaster und der Maud de Chaworth) zu Isabels Schwager, da seine Ehefrau eine Schwester von Isabels Ehemann war. Sein Sohn Henry de Beaumont setzte als 3. Lord Beaumont die Familie durch seine Ehe mit Margaret de Vere († 1398), einer Tochter von John de Vere, 7. Earl of Oxford († 1360) fort. Die Linie erlosch mit William 7. Lord Beaumont im Jahre 1507.[10]
- Elizabeth de Beaumont († 27. Oktober 1400, begraben in Hulton Abbey), ⚭ 1330/31 Nicholas Audley, 4. Baron Audley of Heleigh († 1391). Er folgte auf seinen Vater 1386 als Lord Audley (keine Kinder)[12]
- Catherine de Beaumont († 11. November 1368) ⚭ David III. Strathbogie 1330 (Titular-)Earl of Atholl, der im Zweiten Schottischen Unabhängigkeitskrieg am 30. November 1335 in der Schlacht von Culblean fiel. Sein Sohn David IV of Strathbogie (* 1332; † 1369) folgte 1335 als (Titular-)Earl of Atholl und hinterließ aus seiner Ehe mit Elizabeth Ferrers, einer Tochter von Henry Ferrers Lord Ferrers of Groby, zwei Töchter, Elizabeth und Philippa, die mit zwei Brüdern, Thomas und Ralph Percy verheiratet waren, jedoch keine dauerhafte Nachkommenschaft hinterließen.[13]
- Agnes de Beaumont († nach 1359) ⚭ als dessen zweite Ehefrau 1343 Thomas Lucy, Lord Lucy († London 5. Dezember 1365) (keine Kinder aus dieser Ehe)[14]
- Joan de Beaumont ⚭ Sir Fulk FitzWarin, 3rd Lord FitzWarin[15][16]

### Herzogin von Lancaster

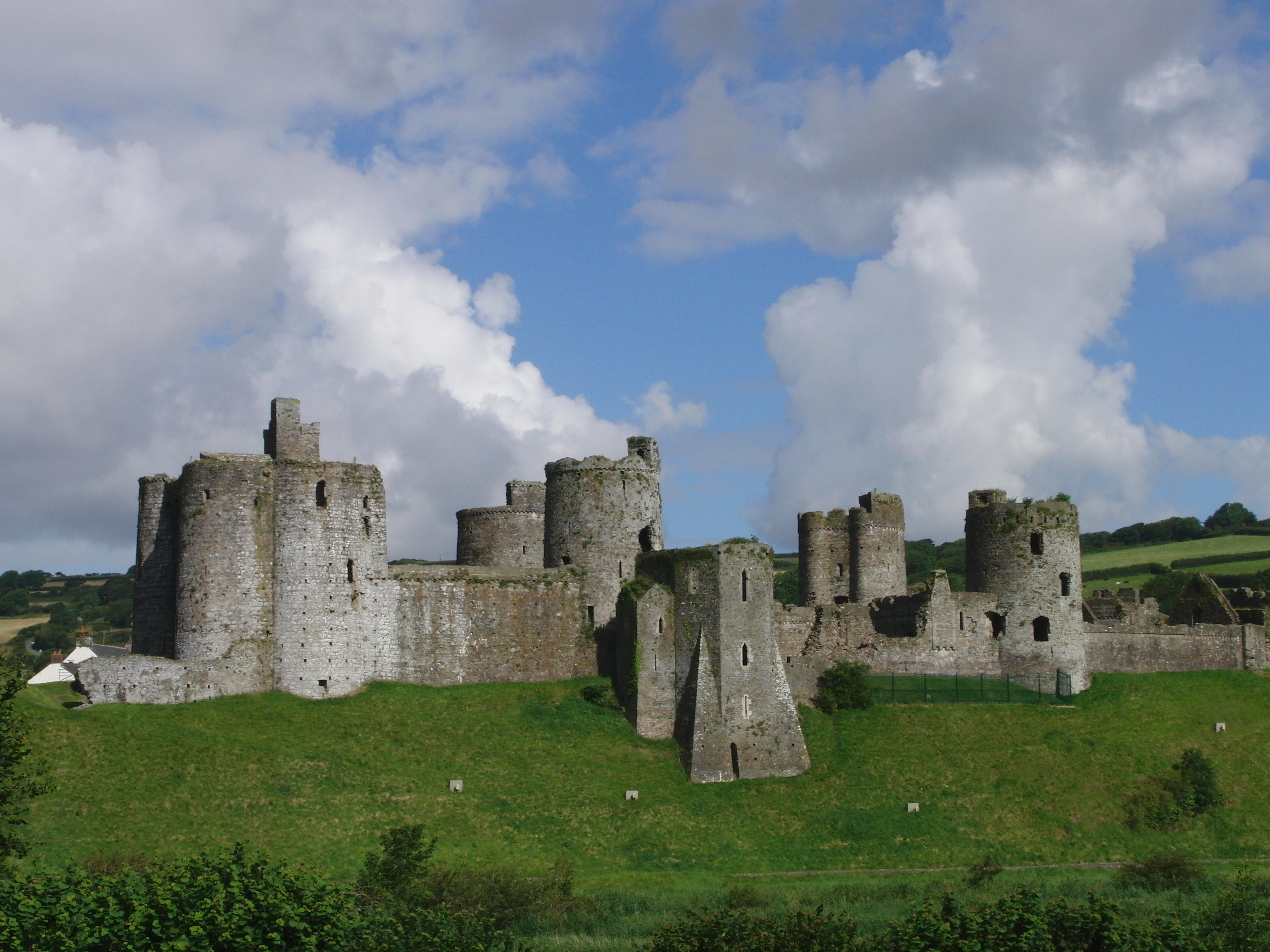
Kidwelly castle whole

Eine bedeutende Wende im Leben der Isabel de Beaumont war ihre 1334 oder 1337 geschlossene Ehe mit Henry of Grosmont, 1. Duke of Lancaster (* 1310/1314 in Grosmont Castle, Monmouthshire; † 24. März 1361 in Leicester Castle). Er war damals bloß Lord of Kidwelly in Carmarthenshire in Wales, stammte jedoch aus dem Haus Lancaster, einem jüngeren Zweig des in England regierenden Hauses Plantagenet, das sich von Edmund Crouchback, 1. Earl of Lancaster († 1296), einem Sohn von Heinrich III. König von England von 1216 bis 1272 und der Eleonore de Provence ableitet.
Isabels Ehemann Henry of Grosmont war der älteste Sohn von Henry of Lancaster, 3. Earl of Lancaster und von Leicester (* 1281, † 22. September 1345) aus seiner Ehe mit Maud de Chaworth (* um 1282; † vor 3. Dezember 1322), der Erbtochter von Sir Patrick de Chaworth († 1283), Lord of Kidwelly und der Isabella de Beauchamp, einer Tochter von William de Beauchamp, 9. Earl of Warwick.
Henry of Grosmont war ein prominenter englischer Diplomat, Politiker und Feldherr und stieg unter Eduard III. König von England (1327–1377) zum reichsten und mächtigsten Magnaten des Königreiches auf. Am 16. März 1337 wurde zum Earl of Derby erhoben und folgte 1345 auf seinen Vater als 3. Earl of Lancaster und Earl of Leicester. Er war Lord High Steward von England, Lord Lieutenant of Aquitaine, war einer der von König Eduard III. 1344 geschaffenen Vereinigung der „Ritter der Tafelrunde“, war 1349 – als zweiter hinter dem Prince of Wales – Gründungsmitglied des Hosenbandordens und seit 20. August 1349 auch Earl of Lincoln. Am 6. März 1351 wurde er zum Herzog von Lancaster erhoben. Es war dies die zweite jemals in England verliehene Herzogswürde. In Frankreich war er Herr von Beaufort und von Nogent und seit 1347 Herr von Bergerac. David II. König von Schottland (1329–1371) erhob ihn am 5. April 1359 zum Earl of Moray ein Titel, den er allerdings niemals verwendete.
Für Isabel de Beaumont hatte diese Verleihung hoher Würden und Ämter die Folge, dass auch sie als Ehefrau entsprechende Titel trug und daher 1337 zur Countess of Derby, 1345 zur Countess of Lancaster und von Leicester und 1352 zur Herzogin von Lancaster wurde. Diese Auszeichnungen und Titel die Isabel in die höchste Kategorie der höfischen Hierarchie in England erhoben, hatten für Isabel jedoch nicht nur positive Seiten, denn sie musste wegen der zahlreichen militärischen und diplomatischen Missionen ihres Gemahls vielfach auf dessen Anwesenheit verzichten.
So bewährte sich ihr Ehemann während der ersten Phase des Hundertjährigen Krieges als einer der tüchtigsten und verlässlichsten Feldherren von König Eduard II. und nahm u. a. 1340 auch an der siegreichen Seeschlacht von Sluis teil. Auch diente er dem König in diplomatischen Missionen in den Niederlanden – wo er ein Jahr als Geisel für eine große Schuld des Königs verbrachte – und zeichnete sich am 21. Oktober 1345 bei der siegreichen Schlacht von Auberoche (in der Nähe von Périgueux in der Gascogne) gegen die Frankreich aus und nahm u. a. 1351–1352 an einem Kreuzzug in Preussen teil und verhandelte schließlich den Frieden von Bretigny zwischen König Eduard III. von England und Johann II. König von Frankreich (1350–1364).
Isabel hatte zum Ausgleich wohl auch Gelegenheit von den intellektuellen Interessen ihres Gemahls zu profitieren, der sich selbst das Schreiben beibrachte, ein religiöses Buch „Livre de seynrz medicines“ verfasste und einer der Schutzherren des Corpus Christi College in Cambridge war, das 1352 errichtet wurde.

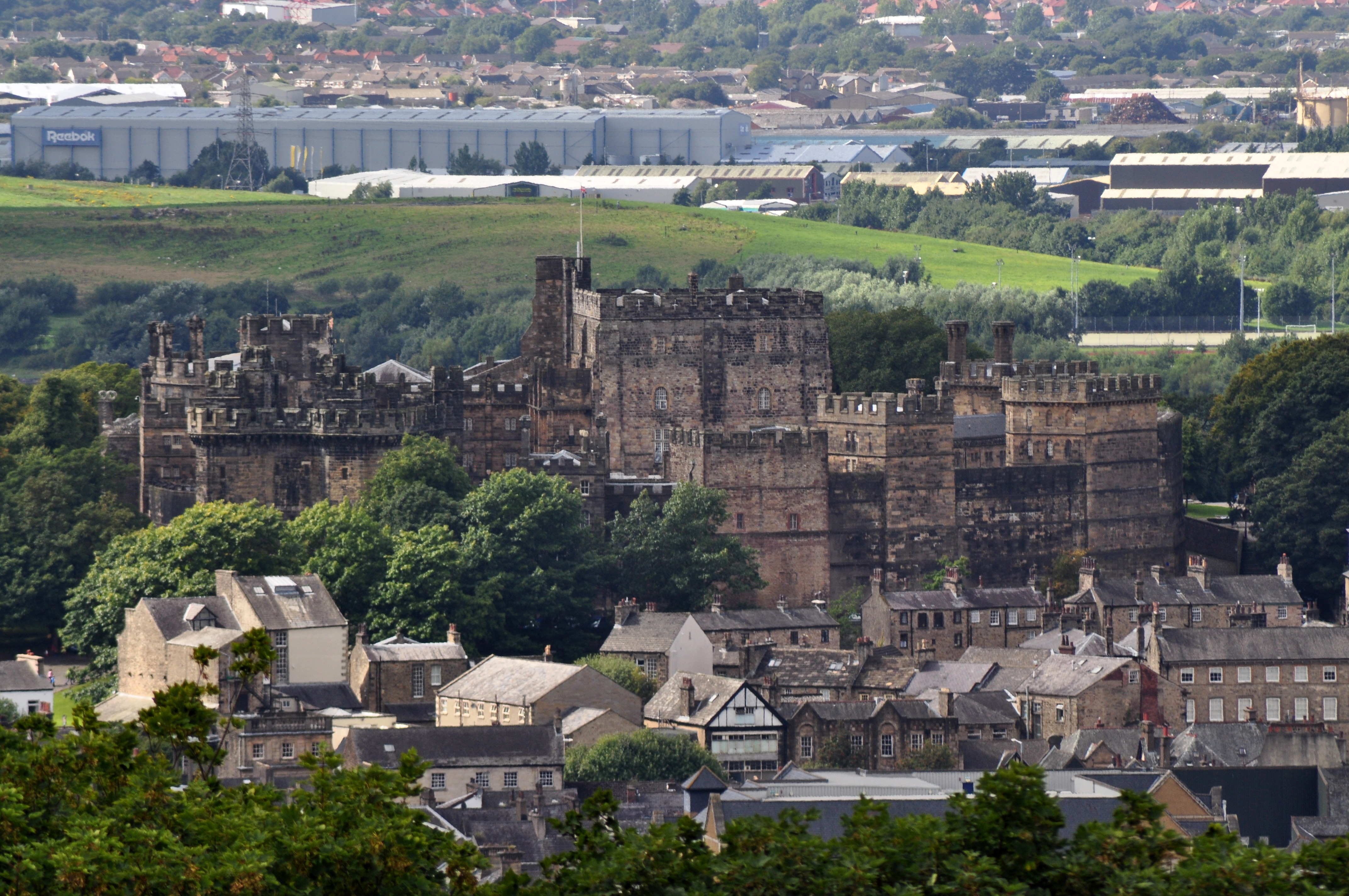
Lancaster Castle Ashton Memorial

Isabel lebte mit ihrem Gemahl abwechselnd in den verschiedenen Residenzen der Familie, so etwa in Derby in Derbyshire, in Lancaster Castle in der Grafschaft Lancashire oder in Bolingbroke Castle in der Grafschaft Lincolnshire, wo sie bei Geburt ihrer Tochter Mathilda lebte, von dem jedoch nur noch Ruinen vorhanden sind. Die letzte Residenz war Leicester Castle, in Leicestershire, von dem heute nur noch der Rittersaal erhalten ist.
Sie blieb mit ihrem Gemahl bis zum Ende verbunden, denn beide starben an der damals wütenden Pestepidemie in Leicester Castle. Er am 24. März 1361 und sie wohl nur kurze Zeit vor oder nach diesem Zeitpunkt. Beide wurden in der Collegiate Church of the Annunciation of Our Lady in Newarke in Leicester begraben, die 1353 von ihrem Gemahl zur Aufbewahrung einer Reliquie – eines Teils der Dornenkrone Christi – gestiftet worden war. Heute sind von der bedeutenden Kirche nur noch zwei Torbögen erhalten, die sich unter dem Hawthorn Building der De Montfort University befinden.

## Ehe und Nachkommen
Isabel de Beaumont heiratete 1330/1334 Henry of Grosmont, 1. Duke of Lancaster (* um 1310 in Grosmont Castle; † 23. März 1361), 4. Earl of Lancaster, Earl of Derby, Earl of Leicester, Earl of Lincoln, Baron of Halton und seit 6. März 1351 1. Duke of Lancaster. Aus dieser Ehe stammen zwei Töchter:
1. Matilda Plantagenet, Countess of Leicester bekannt auch als Maud of Lancaster oder Mathilda von Hennegau, (* 4. April 1335 in Lindsey; † 10. April 1362). Sie erbte von ihrem Vater u. a. die Grafschaft Leicester, ⚭ I. 1344 Ralph de Stafford, 1. Earl of Stafford († um 1347); ⚭ II. 1352 Wilhelm I., Herzog von Bayern-Straubing, Graf von Holland, Zeeland und Hennegau, einen Sohn des römisch-deutschen Kaisers Ludwigs des Bayern und der Margarethe von Holland.
  1. Ihr einziges Kind – eine Tochter – starb als Kleinkind.
2. Blanche of Lancaster Countess of Derby (* 1341/1345; † 1368). Sie wurde durch den Tod ihrer Schwester zur Alleinerbin ihres Vaters, wodurch sie ihrem Gemahl John of Gaunt, zu bedeutendem Reichtum, und Titeln sowie dazu verhalf, zu einem der einflussreichsten Männer Englands zu werden.[20] Er wurde 1362 zum Duke of Lancaster erhoben, war Herzog von Aquitanien bzw. Herzog von Guyenne, Earl of Derby, Earl of Lincoln, Earl of Richmond, Earl of Leicester, Lord of Bergerac & Roche-sur-Yon, Lord of Beaufort & Nogent und wurde durch seine zweite Ehe Titular-König von Kastilien.[21] Von ihren Kindern wurden drei erwachsen:
  1. Philippa of Lancaster (* 1360; † 1415)[22] ⚭ 1387 João I. de Aviz (* 1357; † 1433) König von Portugal (1385–1433) und war dadurch von 1387 bis 1415 Königin von Portugal.[23]
  2. Elizabeth of Lancaster, Duchess of Exeter und Countess of Huntingdon (* 1363; † 1426) ⚭ I. 1380 (annulliert nach 1383): John Hastings, 3. Earl of Pembroke (1372–1389); ⚭ II. 1386: John Holland, 1. Duke of Exeter, Earl of Huntingdon (* um 1352; † enthauptet 1400), ein älterer Halbbruder von Richard II. König von England (1377–1399); ⚭ III. John Cornwall, den späteren 1. Baron Fanhope und 1. Baron Milbroke.
  3. Heinrich IV. Bolingbroke König von England (1399–1413) ⚭ I. 1380 Lady Mary de Bohun († 1394), Tochter des Humphrey de Bohun, 7. Earl of Hereford; ⚭ II. 1403 Johanna von Navarra (* um 1340; † 1437), eine Tochter von Karl II. König von Navarra (1349–1387) aus dem Haus Frankreich-Évreux.[24]

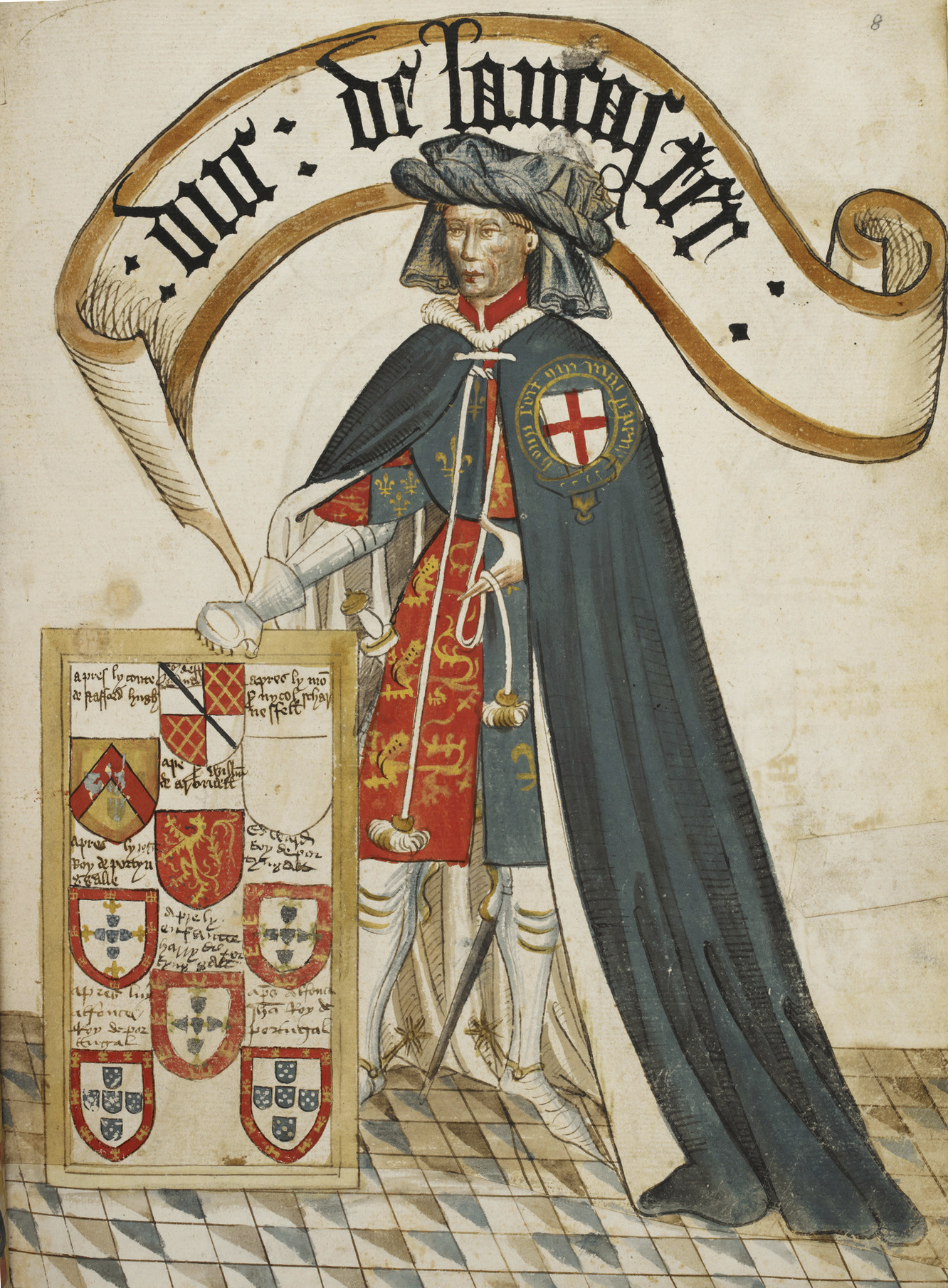
Portrait von Henry, Duke of Lancaster, Gemahl von Isabel de Beaumont
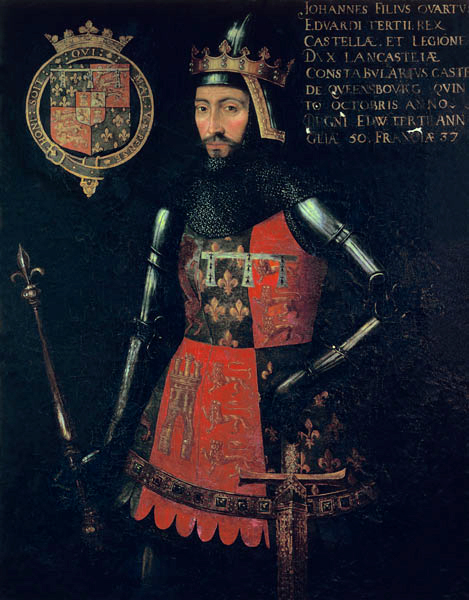
John of Gaunt, Schwiegersohn der Isabel de Beaumont
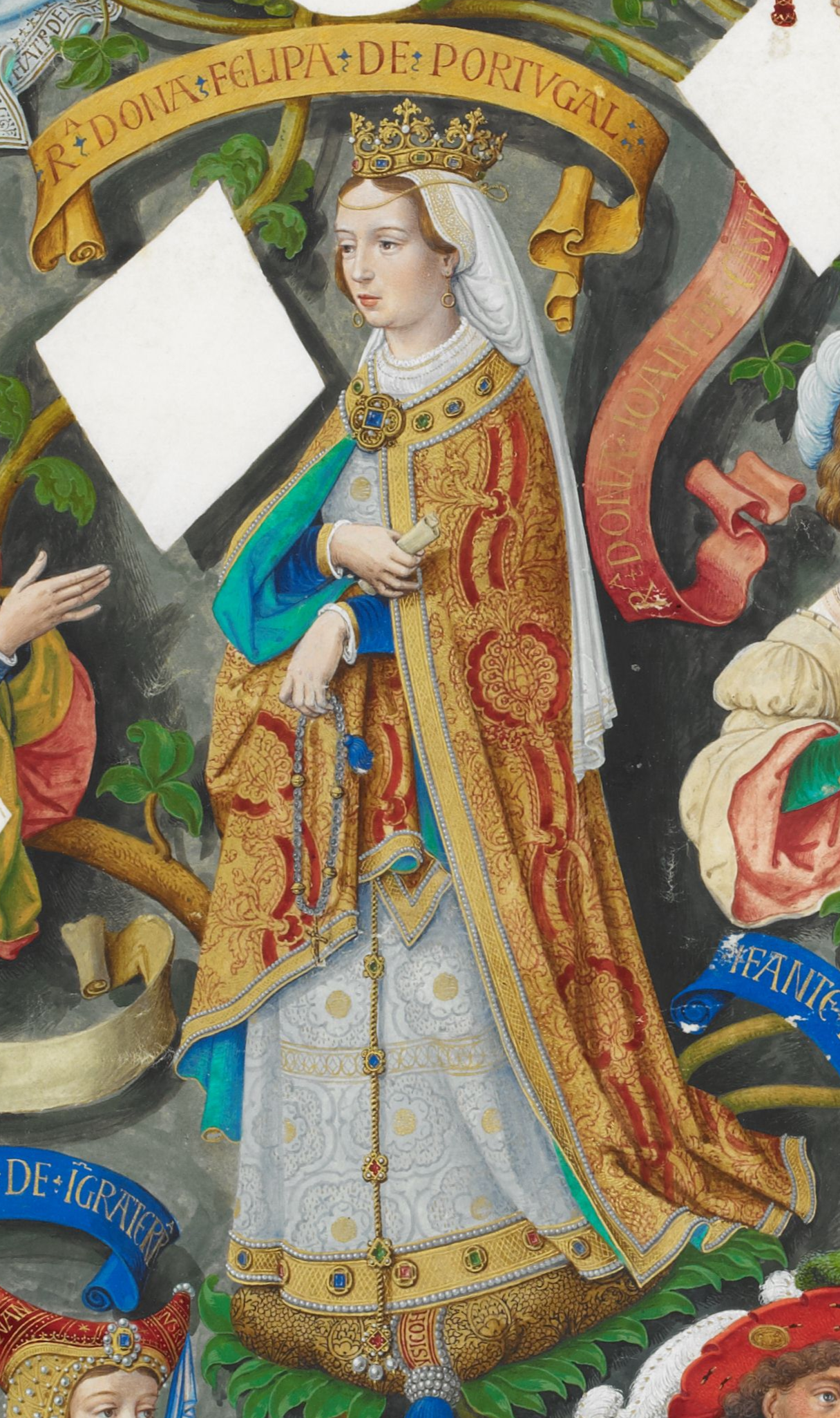
Philippa von Lancaster, Königin von Portugal, Enkelin von Isabel de Beaumont
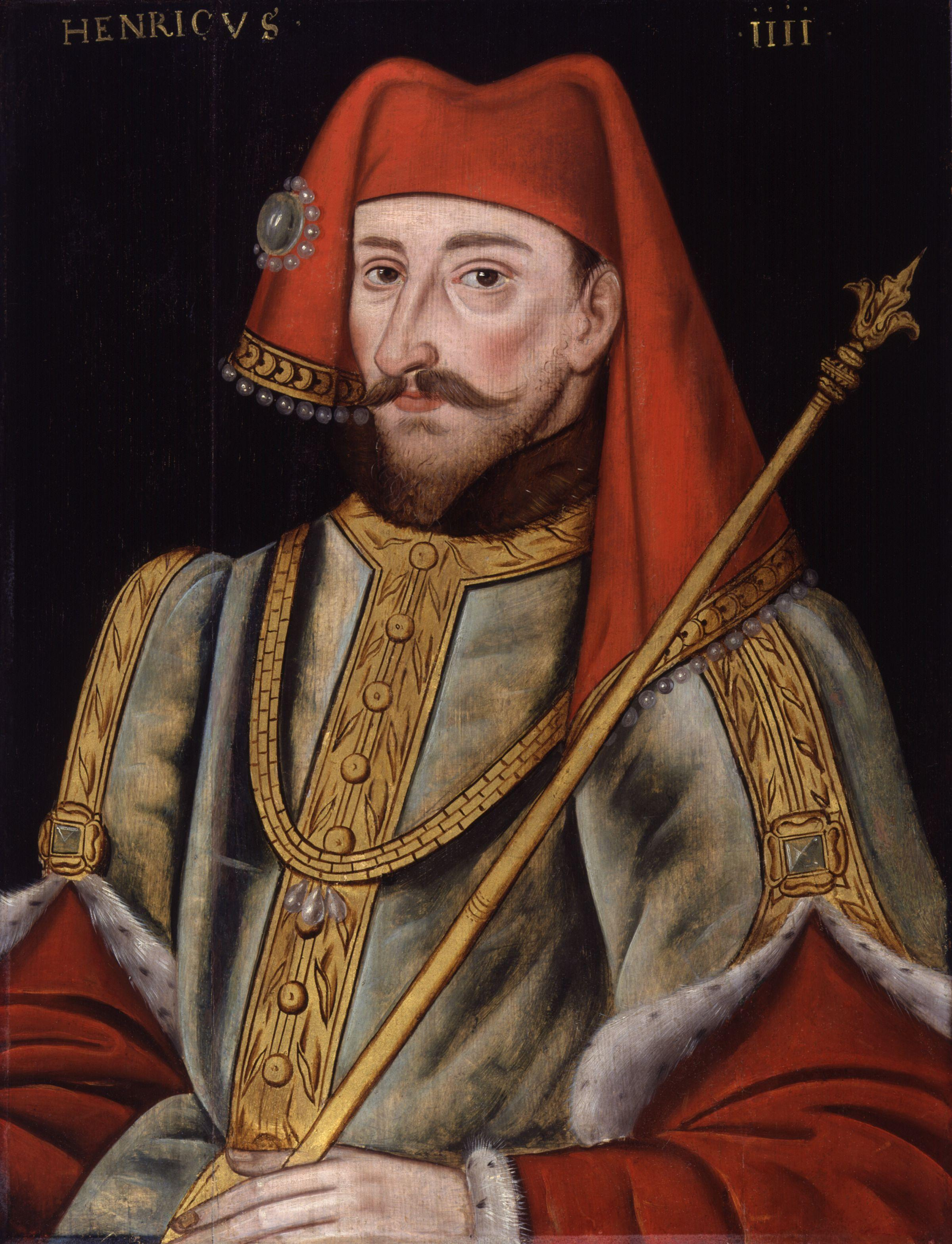
König Heinrich IV. von England, Enkel der Isabel de Beaumont